# Негры и мулаты в России

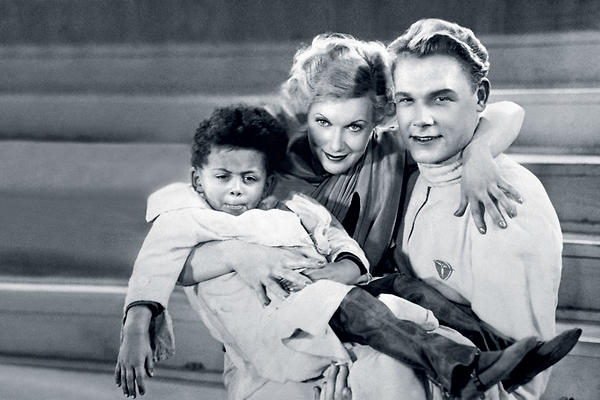
Джеймс Паттерсон, Любовь Орлова и Сергей Столяров. Кадр из к/ф «Цирк» (1936)

Не́гры и мула́ты в Росси́и — группа россиян и иммигрантов, полностью или частично происходящих от принадлежащих к негроидной расе выходцев из Африки, Северной и Латинской Америки. В их числе также дети от межрасовых браков и специалисты, приглашаемые в Россию работать по контракту, например, профессиональные спортсмены.

## Терминология и этимология
Представителей негроидной расы в русском языке обычно называют неграми. Слово «негр» восходит к исп. negro «чёрный» через посредство других европейских языков (нем. Neger, фр. nègre). В русском языке это слово, в отличие от англ. Negro и особенно вульгарного англ. nigger, не несёт отрицательной коннотации, о чём свидетельствует наличие статьи «Негры» во множестве авторитетных словарей без особых помет, в частности, таких как «бранное», «вульгарное», «просторечное» и т. п.
Заимствованное из английского языка слово «ниггер» (nigger) употребляется в его оригинальном значении — как расистское оскорбительное наименование чернокожего. Антропологический термин «негрито́с» в просторечии используется как шутливое, а слово «черномазый» или «чёрный» — как оскорбительное. Слово «негр» в современных словарях русского языка не имеет стилистических помет и относится к общеупотребительным. Однако в последнее время, вслед за изменениями в английском языке, появилось мнение о том, что это слово стало нести оскорбительный оттенок и в русском языке. Фонд «Гражданское содействие» рекомендует использовать вместо него термины «темнокожий», а также «африканец», «афроамериканец», «афророссиянин» и аналогичные.
Термин «афророссияне» используется российской печатью (см. ссылки) и может обозначать разные явления: россиян африканского происхождения; африканцев, не являющихся гражданами России и играющих в составе российских спортивных команд; российские экипажи судов, ходящих под флагами африканских государств и т. д. Он образован по аналогии с термином «афроамериканцы».

## Демография
По сведениям Института Африки РАН, за годы помощи Советского Союза развивающимся странам в нём побывало порядка 70 тысяч африканцев. Большинство, окончив обучение, уехали на родину, где благодаря полученному образованию занимали ведущие должности в различных областях промышленности, торговли, культуры и науки. Также многие прославились на государственной службе. В последние двадцать лет наблюдается такое явление, как миграция чернокожих из России в другие страны с более благоприятной обстановкой, хотя в России всё ещё находится около 120 тысяч чернокожих.

## История

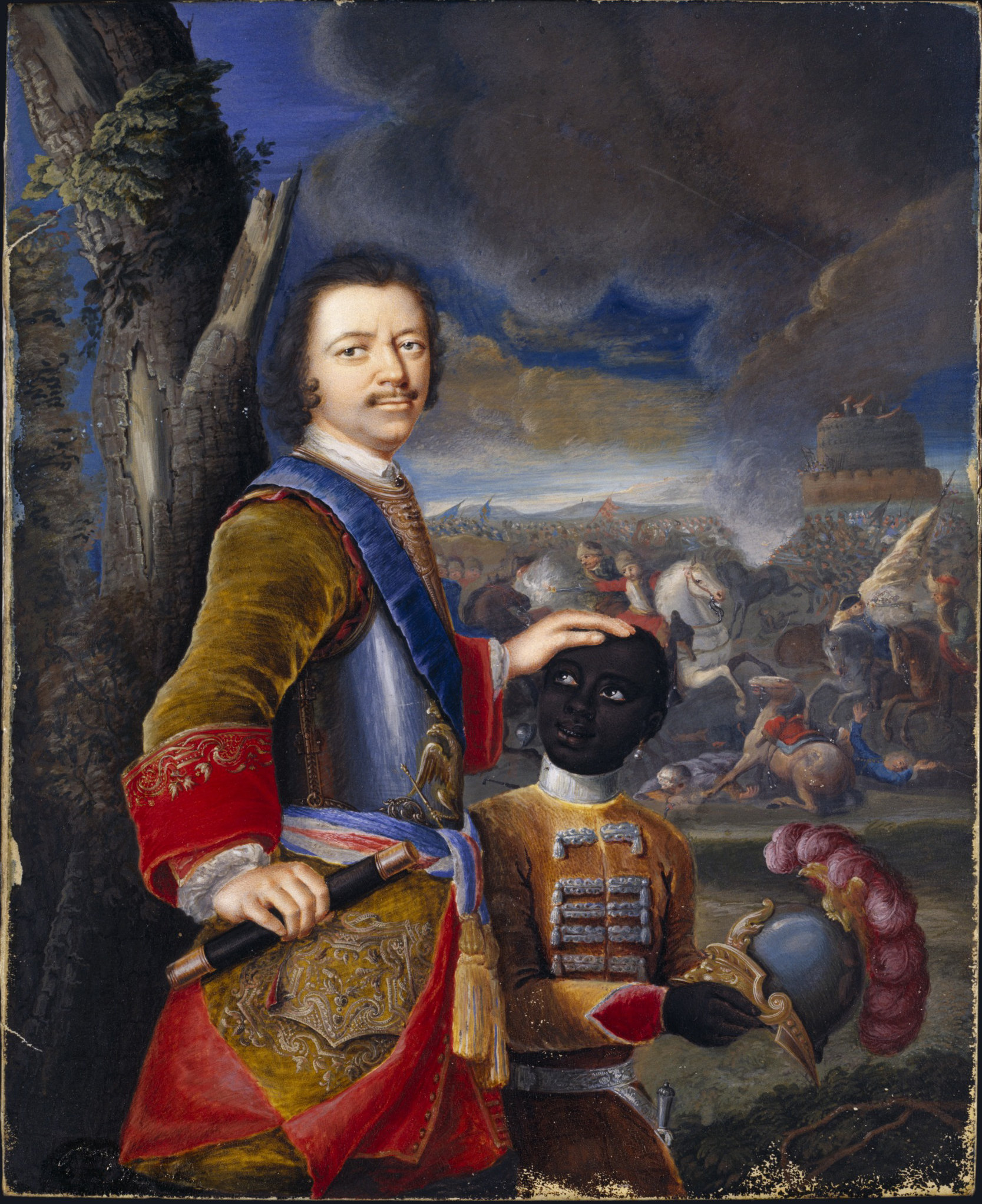
Пётр I с чернокожим пажом. Немецкая акварель, ок. 1707.

В XVII—XVIII веках применительно к чернокожим выходцам из Африки в России использовалось слово арап.
Хотя значительная часть экономики Российской империи строилась на сельском хозяйстве, Россия не нуждалась в целенаправленном ввозе чернокожих рабов из Африки, так как практически весь сельскохозяйственный труд выполнялся свободными или крепостными крестьянами. Поэтому миграция в Россию людей негроидной расы с последующим их укоренением на новой родине из-за географической отдалённости могла происходить лишь эпизодически, как единичные случаи. Она никогда не была массовой и, соответственно, негры (арапы, мавры) традиционно были большой диковинкой для подавляющей массы населения России. Среди первых известных африканских иммигрантов — Абрам Ганнибал, прадед по материнской линии А. С. Пушкина. В XVIII веке распространилась мода на чернокожих слуг, которых называли «арапами» или «арапками».
При дворе российского императора имелась штатная должность «араб Высочайшего двора». Многие из придворных арабов были выходцами из США. Первым американским арапом стал камердинер посланника США Джона Квинси Адамса — Нельсон. Один из американских арапов — Неро Принс — у себя на родине был в числе основателей местной масонской ложи и занимал пост великого мастера. Его жена Нэнси Принс вела во время пребывания в России дневник. На рубеже XIX—XX вв. одним из «арабов Высочайшего двора» был уроженец Островов Зелёного Мыса Георгий Мариа — основатель рода, представители которого до сих пор живут в Петербурге. Мариа умер в 1912 году, оставив пятерых детей: Виктора, Сергея, Николая, Георгия и Екатерину. После революции его сыновья работали на заводах, а в 1941 году были призваны в ряды Красной Армии. Один из них — Николай Георгиевич Мариа — погиб в 1943 году в Синявинских болотах. Другой сын — Георгий Георгиевич Мариа прошёл всю войну.
Относительно заметным началом появления в России чернокожих можно считать период индустриализации СССР 1930-х годов, когда по указанию партии из-за границы было приглашено большое количество инженеров ведущих западноевропейских и американских компаний, была налажена внешняя торговля и масштабные поставки современного промышленного оборудования и техники, а также с помощью квалифицированных иностранных специалистов создавалась отечественная система высшего технического образования. Закономерно, что частью приехавших из США инженеров, предпринимателей, представителей интеллигенции были негры. В определённом количестве они обосновывались в Советском Союзе на годы, а иногда и заводили семьи и оставались насовсем (см., например, Джеймс Паттерсон). Роберт Робинсон в 1935—1939 годах был депутатом Московского городского Совета. На данном этапе такие случаи в масштабах страны, впрочем, оставались скорее единичными и не оценивались коренным населением как особое явление. Укоренению в СССР некоторых специалистов-негров способствовал общий экономический и эмоционально-психологический подъём страны на контрастном фоне Великой депрессии в странах Запада, а также прочная идеологическая установка в СССР на пролетарский интернационализм: в отличие от США, здесь негры не подвергались направленной расовой дискриминации.

### Дети фестиваля
Де́ти фестива́ля или фестива́льные де́ти — обобщённое название родившихся в послевоенном СССР мулатов и метисов, одним из родителей которых являются неевропеоиды стран Африки, Латинской Америки и, в меньшей степени, зарубежной Азии. Прежде всего этот фразеологизм относится к родившимся в Советском Союзе детям представителей негроидной расы выходцев из «Чёрной Африки» как к наиболее отличающимся внешне от остального населения.
Вероятно, первое заметное появление мулатов в России вызвал прошедший в Москве в 1957 году VI Всемирный фестиваль молодёжи и студентов, отсюда и название. Открывшийся в 1960 году Университет дружбы народов имени Патриса Лумумбы принял студентов из дальнего зарубежья, среди которых немало чернокожих.

## Современность
По оценкам 2009 года примерная численность африканской диаспоры в России составляла около 100 000 человек, из них половина находилась в Москве. При этом, по оценкам, около трети находилась в России нелегально.
В 2015 году только в Москве нелегально, по оценкам, находились около 11-12 тыс. африканцев. Олуреми Кехингле, оказывающий помощь нигерийским девушкам, которые попали в сексуальное рабство, отмечал, что ежегодно в Россию ввозят около трёх тысяч нигериек для сексуального рабства.
В 2022 году в России, согласно официальным данным, легально находилось 38 885 африканцев: 1338 из них имели действительные разрешения на временное проживание, 1994 — действительные виды на жительство, 319 — действительные разрешения на работу, 874 — получили гражданство, обучались в России 34360 африканских студентов.
В 2010 году в Новозавидовский совет депутатов был избран уроженец Бенина Жан Сагбо, ставший первым чернокожим политиком в России.

## Общественные движения африканцев в России
В Санкт-Петербурге создано общественное движение «Африканское единство». Движение объединяет граждан России и студентов из африканских стран.